# Le Planois
Le Planois é uma comuna francesa na região administrativa de Borgonha-Franco-Condado, no departamento Saône-et-Loire. Estende-se por uma área de 5,17 km². Em 2010 a comuna tinha 93 habitantes (densidade: 18 hab./km²).